# فرانسيسكو بينيدا
فرانسيسكو بينيدا (31 يناير 1959 بمالقة في إسبانيا - ) هو لاعب كرة قدم إسباني في مركز الهجوم. شارك مع منتخب إسبانيا تحت 21 سنة لكرة القدم ومنتخب إسبانيا تحت 23 سنة لكرة القدم ومنتخب إسبانيا لكرة القدم. أما مع النوادي، فقد لعب مع ريال سرقسطة وريال مدريد كاستيا وريال مدريد ونادي مالقا وسي دي مالقا.